# Stuart O'Grady
Pour les articles homonymes, voir O'Grady.
Stuart O'Grady (né le 6 août 1973 à Adélaïde) est un coureur cycliste australien. Il est professionnel de 1995 à 2013. Il court sur piste et sur route. Sur piste, il est notamment champion du monde de poursuite par équipes 1993 et 1995, champion olympique de l'américaine en 2004. Sur route, il remporte notamment Paris-Roubaix en 2007, la HEW Cyclassics en 2004 et deux étapes du Tour de France. Il participe à dix-sept Tours de France consécutifs. Après sa carrière, il est devenu directeur du Tour Down Under.

## Biographie

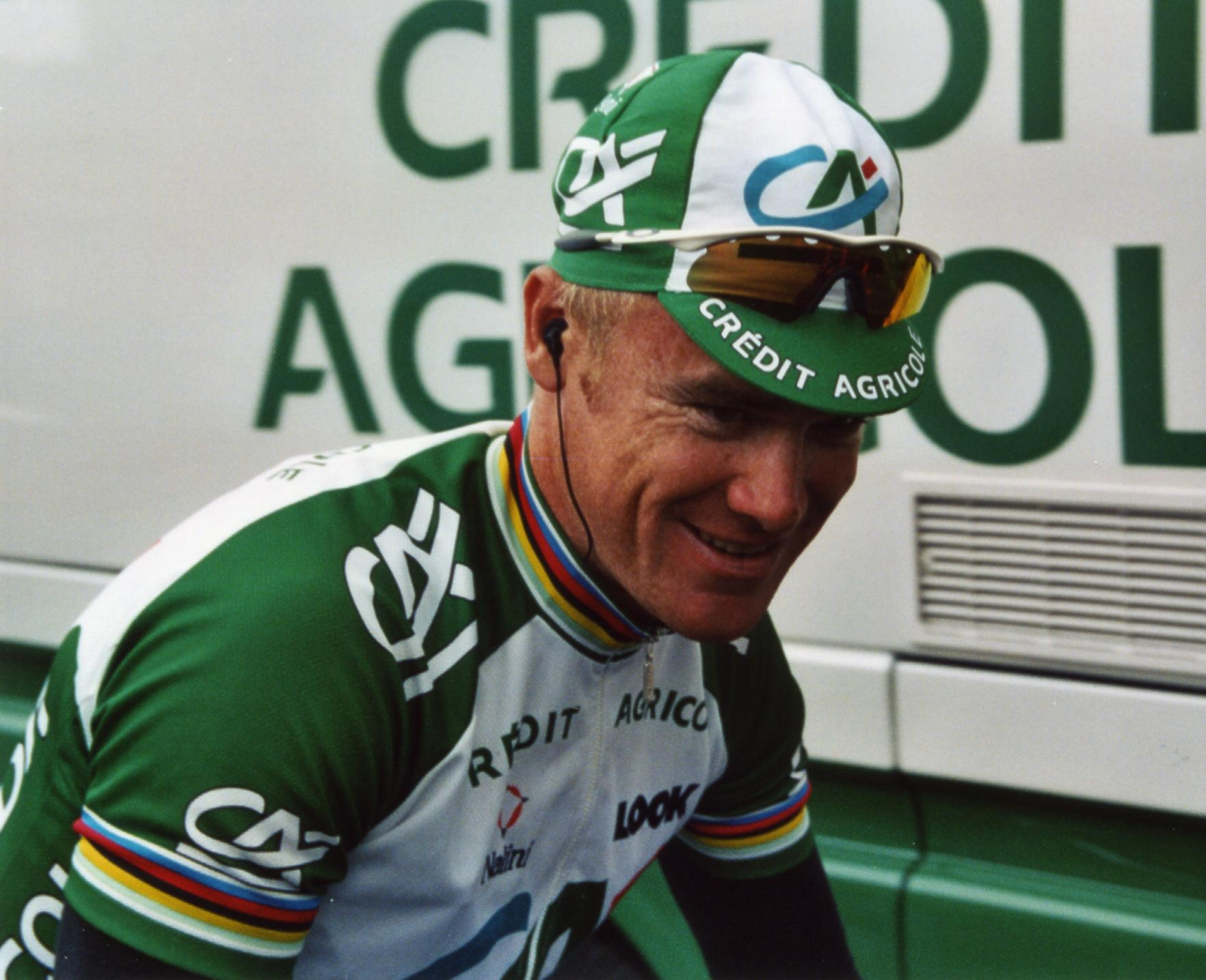
Stuart O'Grady lors du Paris-Tours 2002

Né à Adelaïde, Stuart O'Grady grandit dans une famille de cyclistes. Son père représente l'Australie-Méridionale sur route et sur piste, et son oncle est membre de l'équipe australienne aux Jeux olympiques d'été de 1964 à Tokyo. Stuart O'Grady commence sa carrière sur la piste. il est notamment médaillé d'argent en poursuite par équipes en 1992 aux Jeux olympiques de Barcelone. Aux Jeux olympiques de 1996 à Atlanta, il reçoit deux médailles de bronze, à la course aux points et en poursuite par équipe.
Il signe son premier contrat professionnel avec l'équipe française Gan (qui devient en 1998 l'équipe Crédit agricole).
Au Tour de France 1998, il porte le maillot jaune durant trois jours et y remporte sa première étape. Il prend la troisième place du classement par points. En 2001, il revêt à nouveau la tunique de leader du classement général, pendant cinq jours cette fois. En compétition avec Erik Zabel pour le gain du maillot vert, il est battu à la dernière étape à Paris. Stuart O'Grady est élu, ces deux années, cycliste australien de l'année.
En 2002, il est opéré de l'artère iliaque, et fait son retour à la compétition au Tour de France. Les deux années suivantes, il est devancé au classement par points du Tour de France par ses compatriotes Baden Cooke (2003) et Robbie McEwen (2004). Il parvient néanmoins à remporter sa deuxième étape sur le Tour, en 2004.
Rejoignant Cofidis en 2004 afin de se concentrer sur les classiques de printemps (notamment Paris-Roubaix et le Tour des Flandres), O'Grady connaît un début de saison difficile avec une côte fracturée et surtout l'affaire de dopage impliquant l'équipe. De retour dans le peloton, il gagne deux étapes et le classement par points du Critérium du Dauphiné libéré. Il poursuit en juillet avec une victoire d'étape sur le Tour de France à Chartres, ce qui lui permet de porter le maillot vert pendant quelques jours. Il termine sa saison sur route avec un succès en Allemagne sur la  HEW Cyclassics. Entretemps, il est devenu champion olympique de l'américaine avec Graeme Brown à Athènes.
Au Tour de France 2005, Stuart O'Grady est à nouveau second du classement par points, cette fois derrière le Norvégien Thor Hushovd. À la fin de l'année, il signe un contrat d'un an avec Bjarne Riis pour courir en 2006 dans l'équipe CSC. Cette saison est cependant marquée par les blessures. Il se brise plusieurs côtes en début d'année en Italie, puis une vertèbre sur le Tour de France. Il reste tout de même en course et se classe troisième de la dernière étape.
En 2007, il acquiert sa principale victoire sur route, en devenant le premier Australien à remporter Paris-Roubaix, succédant à son coéquipier Fabian Cancellara. En juillet, il est contraint à l'abandon sur le Tour de France après une chute lors de la huitième étape lui causant plusieurs fractures.
En 2012, O'Grady est sixième de la course en ligne des Jeux olympiques. Victime d'une chute lors de la Vattenfall Cyclassics, il se casse une clavicule ainsi que plusieurs côtes.
Stuart O'Grady est membre du club des Champions de la Paix, un collectif de 54 athlètes de haut niveau créé par Peace and Sport, organisation internationale basée à Monaco et œuvrant pour la construction d'une paix durable grâce au sport.
En 2013, il participe à son 17e Tour de France consécutif. Au terme de ce dernier, il annonce mettre un terme à sa carrière.
Le 24 juillet 2013, il avoue dans une interview au journal The Advertiser avoir eu recours à l'EPO durant le Tour de France 1998. Le lendemain le Comité olympique australien demande à O'Grady de quitter la commission des athlètes dont il faisait partie.
En 2021, il devient le directeur du Tour Down Under, une course World Tour australienne qui a lieu chaque année en janvier.

## Palmarès sur route

### Palmarès par année
| - 1995 - 5e étape du Circuit de la Sarthe - 1996 - 3e étape du Tour de Murcie - 1997 - 5e étape du Tour de Bavière - 1re, 6e et 8e étapes du Herald Sun Tour - 3e du Grand Prix de Denain - 7e de Gand-Wevelgem - 1998 - 2e étape de la Bay Cycling Classic - 14e étape du Tour de France - 3e étape du Tour de Luxembourg - 4eb étape du Tour du Poitou-Charentes - Prudential Tour : - Classement général - 2e et 7e étapes - 2e de la Bay Cycling Classic - Médaillé d'argent de la course en ligne aux Jeux du Commonwealth - 1999 - Tour Down Under : - Classement général - 3e et 5e étapes - Mount Buller Cup : - Classement général - 4e étape - Classic Haribo - 5e étape du Prudential Tour - 2e du championnat d'Australie sur route - 2000 - 3e étape du Grand Prix du Midi libre - 2e du Tour Down Under - 2e du Tour de Bochum - 2001 - 5e étape du Tour de France (contre-la-montre par équipes) - Classement général du Tour Down Under - 2e d'À travers le Morbihan - 2e du Grand Prix de Villers-Cotterêts - 2e du Tour de Suède - 2002 - Médaillé d'or de la course en ligne des Jeux du Commonwealth - 2e du Grand Prix de Plouay - 7e du Tour Down Under - 2003 - Champion d'Australie sur route - 6e et 8e étapes du Tour de Langkawi - 3e du Tour Down Under - 3e du Tour des Flandres - 3e de Paris-Tours | - 2004 - HEW Cyclassics - Grand Prix de Villers-Cotterêts - 5e et 7e étapes du Critérium du Dauphiné libéré - 5e étape du Tour de France - 1re étape du Tour du Danemark - 3e de Milan-San Remo - 3e du Tour du Danemark - 4e du championnat du monde sur route - 5e de Paris-Tours - 5e de Tirreno-Adriatico - 2005 - 2e du Tour de l'Algarve - 3e du Tour Down Under - 4e de Milan-San Remo - 10e de Gand-Wevelgem - 2006 - Eindhoven Team Time Trial (avec l'équipe CSC) - 1re étape du Tour d'Espagne (contre-la-montre par équipes) - 2e du Tour du Danemark - 2e du Championnat de Zurich - 3e de Paris-Bourges - 3e de Paris-Tours - 6e du championnat du monde sur route - 2007 - Paris-Roubaix - 3e d'À travers les Flandres - 5e de Milan-San Remo - 10e du Tour des Flandres - 2008 - Herald Sun Tour : - Classement général - 2e et 5e étapes - 5e de Paris-Roubaix - 8e de Gand-Wevelgem - 10e du Tour Down Under - 2009 - 2e du Tour Down Under - 2011 - 1re étape du Tour d'Espagne (contre-la-montre par équipes) - 2e du Grand Prix d'Isbergues - 10e de Milan-San Remo - 2012 - 1re étape de Tirreno-Adriatico (contre-la-montre par équipes) - 6e de la course en ligne des Jeux olympiques - 2013 - 4e étape du Tour de France (contre-la-montre par équipes) |  |

### Par courses

#### Championnats
- Championnat d'Australie sur route (2003)

#### Course d'un jour
- Classic Haribo (1999)
- HEW Cyclassics (2004)
- Grand Prix de Villers-Cotterêts (2004)
- Eindhoven Team Time Trial (2006)
- Paris-Roubaix (2007)

#### Courses à étapes
- Classement général du Prudential Tour (1998)
- Classement général du Tour Down Under (1999 et 2001)
- Classement général de la Mount Buller Cup (1999)
- Classement général du Herald Sun Tour (2008)
- 5 étapes du Herald Sun Tour (1997 et 2008)
- 4 étapes du Tour de France (1998, 2001, 2004 et 2013), dont 2 contre-la-montre par équipes
- 3 étapes du Prudential Tour (1998 et 1999)
- 2 étapes du Tour Down Under (1999)
- 2 étapes du Tour de Langkawi (2003)
- 2 étapes du Critérium du Dauphiné libéré (2004)
- 2 contre-la-montre par équipes du Tour d'Espagne (2006 et 2011)
- 1 étape du Tour de Normandie (1992)
- 1 étape du Circuit de la Sarthe (1995)
- 1 étape du Tour de Murcie (1996)
- 1 étape du Tour de Bavière (1997)
- 1 étape de la Jayco Bay Classic (1998)
- 1 étape du Tour de Luxembourg (1998)
- 1 étape du Tour du Poitou-Charentes (1998)
- 1 étape de la Mount Buller Cup (1999)
- 1 étape du Grand Prix du Midi libre (2000)
- 1 étape du Tour du Danemark (2004)
- 1 contre-la-montre par équipes de Tirreno-Adriatico (2012)

### Résultats sur les grands tours

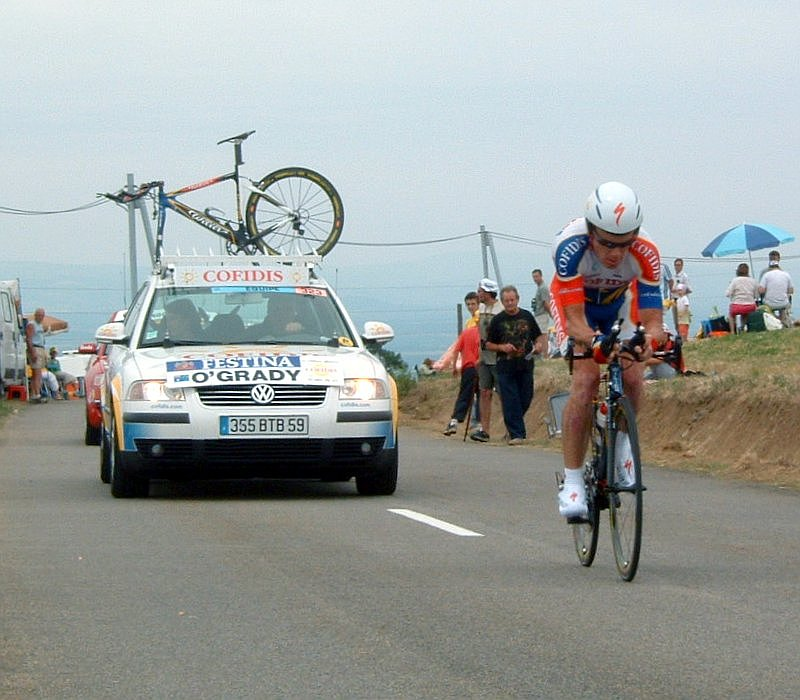
Stuart O'Grady au contre-la-montre du Tour de France 2005

#### Tour de France
17 participations
- 1997 : 109e
- 1998 : 54e, vainqueur de la 14e étape,  maillot jaune pendant 3 jours
- 1999 : 94e
- 2000 : non-partant (7e étape)
- 2001 : 54e, vainqueur de la 5e étape (contre-la-montre par équipes),  maillot jaune pendant 6 jours
- 2002 : 77e
- 2003 : 90e, vainqueur du classement du centenaire
- 2004 : 61e, vainqueur de la 5e étape
- 2005 : 77e
- 2006 : 91e
- 2007 : abandon (8e étape)
- 2008 : 109e
- 2009 : 124e
- 2010 : 149e
- 2011 : 78e
- 2012 : 97e
- 2013 : 161e, vainqueur de la 4e étape (contre-la-montre par équipes)

#### Tour d'Italie
2 participations
- 2005 : non-partant (13e étape)
- 2008 : non-partant (4e étape)

#### Tour d'Espagne
5 participations
- 2004 : non-partant (14e étape)
- 2006 : 65e
- 2009 : non-partant (17e étape)
- 2010 : interdit de départ par son équipe (10e étape)[9]
- 2011 : 93e, vainqueur de la 1re étape (contre-la-montre par équipes)

### Classements mondiaux
| Année                  | 2005 | 2006 | 2007 | 2008 | 2009 | 2010 | 2011 | 2012 | 2013 |
| ---------------------- | ---- | ---- | ---- | ---- | ---- | ---- | ---- | ---- | ---- |
| Classement ProTour     | 67e  | 40e  | 22e  | 86e  |      |      |      |      |      |
| Calendrier mondial UCI |      |      |      |      | 57e  |      |      |      |      |
| UCI World Tour         |      |      |      |      |      |      | 177e | nc   | nc   |

## Palmarès sur piste

### Jeux olympiques
- Barcelone 1992
  -  Médaillé d'argent de la poursuite par équipes
- Atlanta 1996
  -  Médaillé de bronze de la poursuite par équipes
  -  Médaillé de bronze de la course aux points
- Athènes 2004
  -  Champion olympique de l'américaine (avec Graeme Brown)

### Championnats du monde
- Stuttgart 1991
  -  Médaillé de bronze de la poursuite par équipes
- Hamar 1993
  -  Champion du monde de poursuite par équipes (avec Brett Aitken, Tim O'Shannessey et Billy Shearsby)
- Palerme 1994
  -  Médaillé de bronze de la poursuite par équipes
- Bogota 1995
  -  Champion du monde de poursuite par équipes (avec Bradley McGee, Rodney McGee et Tim O'Shannessey)
  -  Médaillé de bronze de la poursuite

### Championnats du monde juniors
- 1990
  -  Médaillé de bronze de la poursuite par équipes
- 1991
  -  Médaillé de bronze de la poursuite par équipes

### Jeux du Commonwealth
- 1994
  -  Médaillé d'or de la poursuite par équipes
  -  Médaillé d'or du scratch
  -  Médaillé d'argent de la course aux points
  -  Médaillé de bronze de la poursuite

### Championnats d'Australie
- Champion d'Australie de l'américaine en 1994 (avec Brett Aitken)

## Distinctions
- Sir Hubert Opperman Trophy - cycliste australien de l'année en 1998 et 2001[16]
- Cycliste sur route australien de l'année en 1998, 2001 et 2004[17]